# Never Boring
Never Boring is een boxset bestaande uit het werk dat Queen-zanger Freddie Mercury als solo-artiest heeft uitgebracht. Het album werd op 11 oktober 2019 uitgebracht. Er bestaan twee versies van de boxset. De standaardversie bevat enkel een cd van twaalf tracks. In de deluxeversie zijn hiernaast ook de beide solo-albums van Mercury, Mr. Bad Guy en Barcelona te vinden, samen met elf videoclips op blu-ray/dvd en een boek met 120 pagina's. In de week na het verschijnen verscheen het album eenmalig in de Nederlandse Album Top 100 op plaats 54.
De titel van het album is afkomstig van een zin die Mercury vlak voor zijn dood uitsprak tegen Queen-manager Jim Beach: "You can do whatever you like with my image, my music, remix it, re-release it, whatever, just never make me boring." [Je kunt alles doen wat je maar wilt met mijn imago en mijn muziek, remix het, breng het opnieuw uit, het maakt niet uit, maar maak me nooit saai.]

## Tracklist
Alle nummers geschreven door Freddie Mercury, tenzij anders aangegeven.

### Disc 1 - Never Boring (cd)
1. "The Great Pretender" (Buck Ram) - 3:27
2. "I Was Born to Love You" - 3:38
3. "Barcelona" (orkestrale versie 2012) (Mercury/Mike Moran) - 5:42
4. "In My Defence" (remix 2000) (Dave Clark/Jeff Daniels/David Soames) - 3:52
5. "Love Kills" (Mercury/Giorgio Moroder) - 4:29
6. "How Can I Go On" (orkestrale versie 2012) (Mercury/Moran) - 3:58
7. "Love Me Like There's No Tomorrow" - 3:45
8. "Living on My Own" (radiomix 1993) - 3:37
9. "The Golden Boy" (orkestrale versie 2012) (Mercury/Moran/Tim Rice) - 5:12
10. "Time Waits for No One" (John Christie/Clark) - 3:19
11. "She Blows Hot and Cold" - 3:25
12. "Made in Heaven" - 4:11

### Disc 2 -Mr. Bad Guy
1. "Let's Turn It On" - 3:43
2. "Made in Heaven" - 4:07
3. "I Was Born to Love You" - 3:39
4. "Foolin' Around" - 3:30
5. "Your Kind of Lover" - 3:35
6. "Mr. Bad Guy" - 4:10
7. "Man Made Paradise" - 4:10
8. "There Must Be More to Life Than This" - 3:02
9. "Living on My Own" - 3:24
10. "My Love Is Dangerous" - 3:44
11. "Love Me Like There's No Tomorrow" - 3:47

### Disc 3 -Barcelona(orkestrale editie 2012)
1. "Barcelona" (Mercury/Moran) - 5:43
2. "La Japonaise" (Mercury/Moran) - 4:52
3. "The Fallen Priest" (Mercury/Moran/Rice) - 5:47
4. "Ensueño" (Montserrat Caballé/Mercury/Moran) - 4:23
5. "The Golden Boy" (Mercury/Moran/Rice) - 6:04
6. "Guide Me Home" (Mercury/Moran) - 2:50
7. "How Can I Go On" (Mercury/Moran) - 3:50
8. "Exercises in Free Love" (Mercury/Moran) - 3:57
9. "Overture Piccante" (Mercury/Moran) - 6:45

### Disc 4 - Never Boring (dvd)
1. "Made in Heaven" - 4:14
2. "The Great Pretender" - 3:26
3. "Living on My Own" - 3:10
4. "Barcelona" - 4:30
5. "I Was Born to Love You" - 3:39
6. "Time Waits for No One" - 3:31
7. "In My Defence" - 3:53
8. "Living on My Own" (radiomix) - 3:41
9. "The Golden Boy" (live in Barcelona) - 6:03
10. "How Can I Go On" (live in Barcelona) - 3:48
11. "Barcelona" (live in Barcelona) - 5:50

Bonusvideos
1. "Freddie Mercury & Dave Clark 'Time' Interview" - 3:37
2. "The Great Pretender" (lange versie) - 5:54
3. "Barcelona" (live in Ibiza) - 5:18